# سفارة روسيا في روسيا البيضاء
سفارة روسيا في روسيا البيضاء هي أرفع تمثيل دبلوماسي لدولة روسيا لدى روسيا البيضاء. تقع السفارة في مينسك وهي تهدف لتعزيز المصالح الروسية في روسيا البيضاء.

## وصلات خارجية
- الموقع الرسمي
- قائمة سفارات روسيا
- قائمة السفارات في روسيا البيضاء